# Eteläjoki (vattendrag i Norra Österbotten, lat 63,73, long 25,62)
Eteläjoki är ett vattendrag i Finland.   Det ligger i landskapet Norra Österbotten, i den centrala delen av landet, 400 km norr om huvudstaden Helsingfors.